# Thomas L. Sakmyster
Thomas L. Sakmyster (1943) es un historiador estadounidense.

## Biografía
Nacido en 1943, ha sido profesor en la Universidad de Cincinnati.
Fue autor de obras como Hungary, the Great Powers, and the Danubian Crisis, 1936-1939 (University of Georgia Press, 1980), Hungary's Admiral on Horseback: Miklós Horthy, 1918-1944 (Columbia University Press, 1994), una biografía de Miklós Horthy, o A Communist Odyssey: The Life of József Pogány / John Pepper (Central European University Press, 2012), una biografía de József Pogány, entre otras.